# نزلة حرز
قرية نزلة حرز هي إحدى القرى التابعة لمركز أبو قرقاص بمحافظة المنيا في جمهورية مصر العربية. حسب إحصاءات سنة 2006، بلغ إجمالي السكان في نزلة حرز 4992 نسمة، منهم 2446 رجلا و2546 امرأة.